# 德马科·约翰逊
德马科·安东尼奥·约翰逊（英語：DeMarco Antonio Johnson，1975年10月6日—），美国NBA联盟职业篮球运动员。他在1998年的NBA选秀中第2轮第38顺位被纽约尼克斯选中。